# Haas F1 Team
Haas Formula LLC, atualmente competindo como MoneyGram Haas F1 Team (anteriormente conhecido como Haas Racing Developments), é uma equipe de Fórmula 1 estabelecida por Gene Haas em abril de 2014. A equipe planejou sua estreia no início da temporada de 2015, mas optou por adiar a sua entrada para a temporada de 2016.
A equipe tem sede em Kannapolis, Carolina do Norte - 50 quilômetros de Charlotte - ao lado da equipe irmã, participante da NASCAR, a Stewart-Haas Racing, apesar das duas equipes serem tratadas como entidades separadas. A equipe também estabeleceu uma segunda base avançada em Banbury, Oxfordshire, a fim de fornecer melhor assistência aos carros entre as corridas durante a temporada europeia.

## História

### Preparações (2015)
A Haas F1 Team é a primeira equipe estadunidense a ter uma candidatura apresentada desde o fracassado projeto da US F1 Team apresentado em 2010, e se tornando na primeira equipe estadunidense a competir desde a extinta Haas Lola que competiu nos campeonatos de 1985 e 1986. A equipe Haas Lola era de propriedade do ex-chefe da McLaren Teddy Mayer e Carl Haas, que não tem nenhuma relação com Gene Haas.
Após o colapso da Marussia F1 Team durante a temporada de 2014 e o leilão de seus ativos, Haas comprou a sede da equipe em Banbury para servir como base futura para as operações da equipe Haas.
Irrestrito pelo regulamento de teste até que a temporada inicie, Haas planejava apresentar seu novo carro a partir de dezembro de 2015 antes do início da pré-temporada para testes no ano seguinte. Haas contratou a fabricante italiana Dallara para projetar e construir seus chassis, e assinou um contrato com a Ferrari para o fornecimento de unidades de potência para a nova equipe. O ex-diretor técnico da Jaguar e Red Bull Racing, Günther Steiner foi contratado como o chefe da equipe.
Em 29 de setembro de 2015, a equipe anunciou Romain Grosjean como um dos seus pilotos para a temporada de 2016. Um mês depois, no dia 30 de outubro, durante o fim de semana do Grande Prêmio do México, foi anunciado oficialmente que o piloto de testes da Ferrari Esteban Gutiérrez iria se juntar à equipe para a disputa da temporada de 2016.

### Temporada de 2016

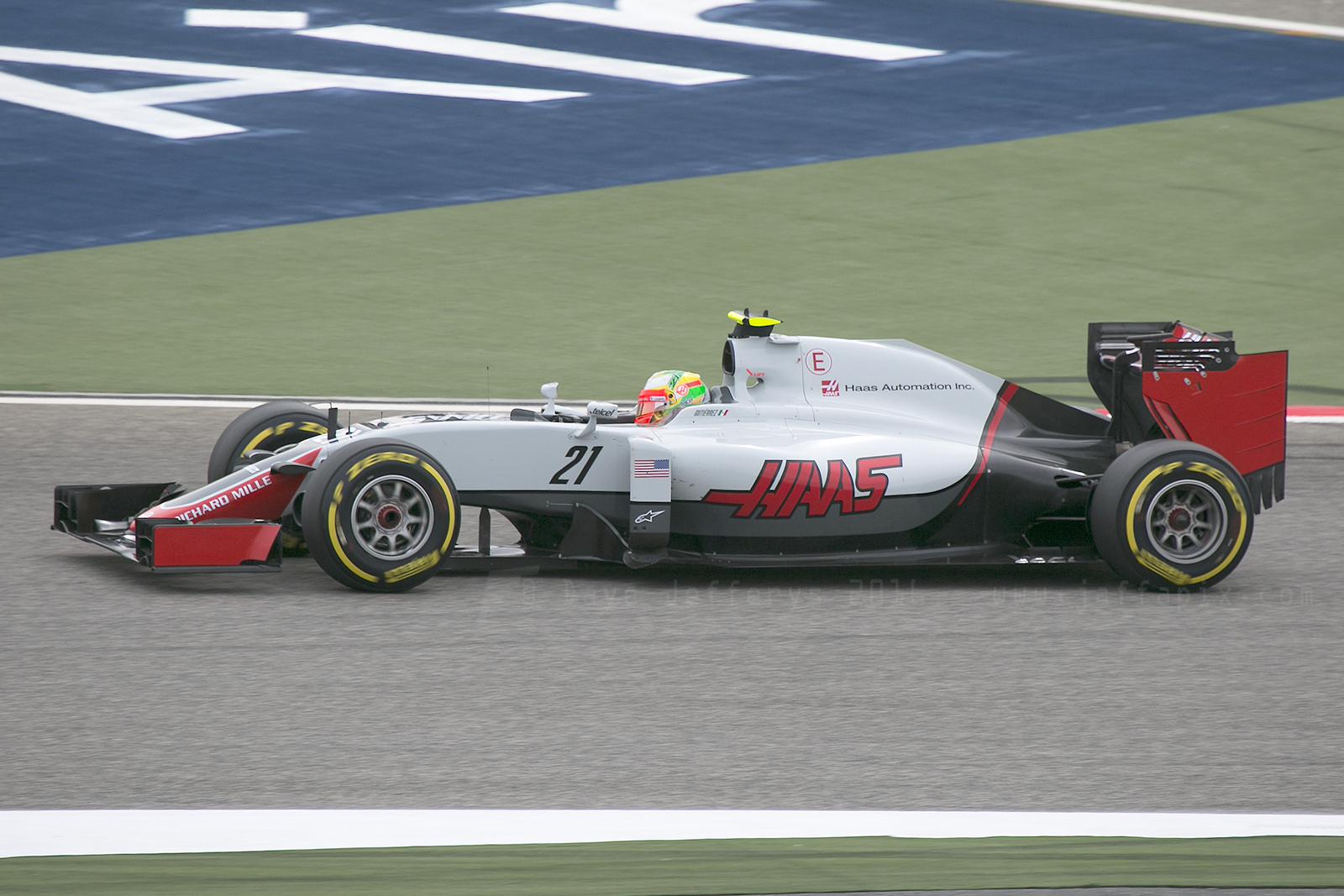
Esteban Gutierrez pilotando o Haas VF16 no GP do Barém.

Com os pilotos Romain Grosjean e Esteban Gutiérrez, a Haas fez seu primeiro treino classificatórios, seus 2 pilotos só ficaram a frente dos dois pilotos da equipe Manor Racing.

Já na corrida, Na 18ª volta, Fernando Alonso tocou na traseira de Esteban Gutiérrez durante uma tentativa de ultrapassagem e decolou. O carro de Alonso bateu no muro lateral, capotou e foi parar na barreira de pneus do outro lado da brita da terceira curva. A McLaren ficou completamente destruída. Com o carro de cabeça para baixo, o bicampeão mundial precisou rastejar para sair do cockpit. Alonso deixou o carro aparentando sentir dores, mas apesar da imagem impressionante, não sofreu lesões graves e Gutiérrez também não se machucou. A corrida precisou ser interrompida com bandeira vermelha por pouco mais de 20 minutos para a limpeza da pista, que ficou repleta de destroços, mesmo com o abandono de Gutiérrez a Haas conquistou seus primeiros oito pontos com a sexta posição de Romain Grosjean.

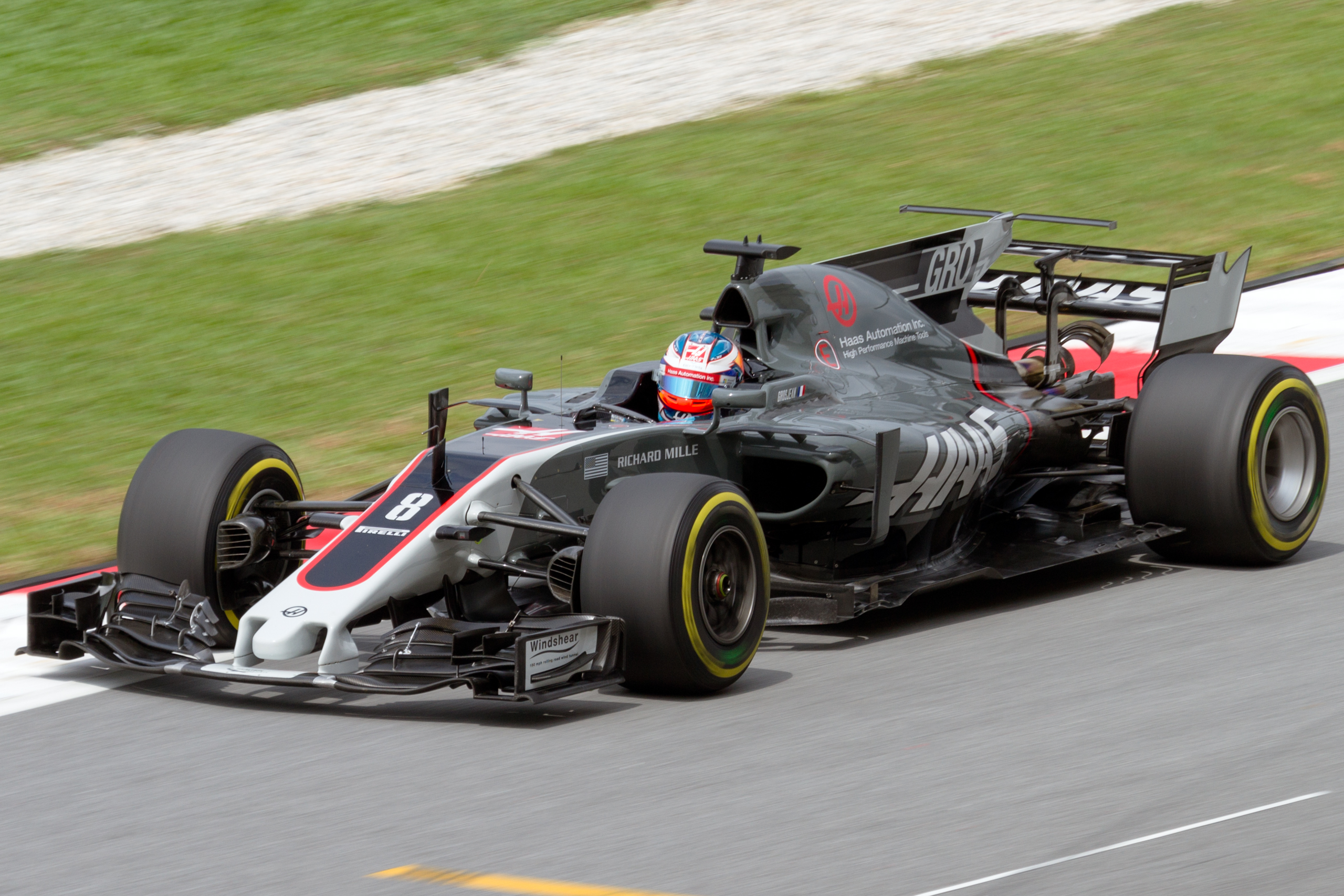
Romain Grosjean pilotando o Haas VF17 no GP da Malásia.

### Temporada de 2017
Em 11 de novembro de 2016, a Haas anunciou que Kevin Magnussen competiria pela equipe junto com Romain Grosjean em 2017, substituindo Esteban Gutierrez.

### Temporada de 2018

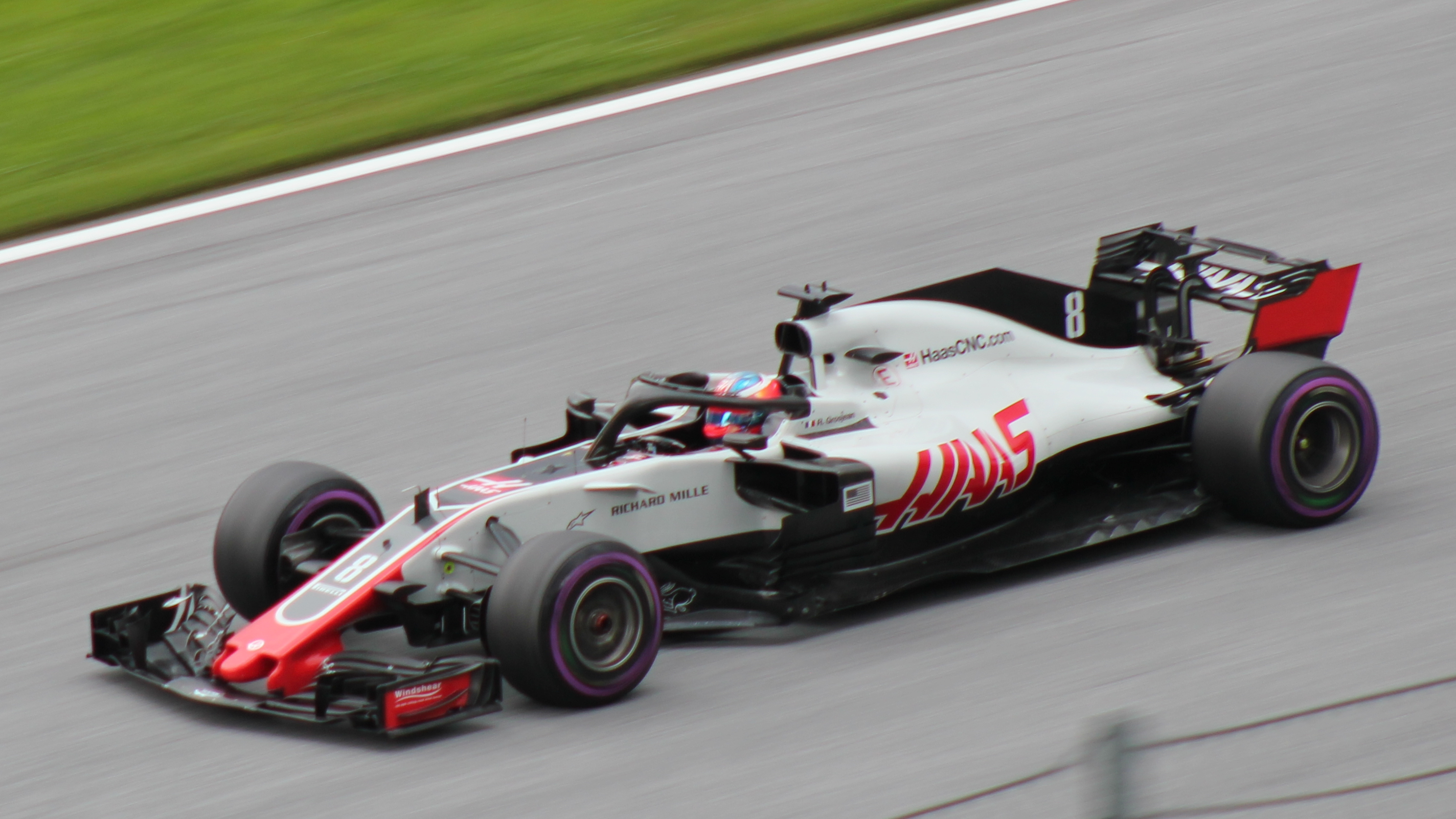
Romain Grosjean dirigindo o VF-18 no Grande Prêmio da Áustria.

Em 14 de fevereiro de 2018, a Haas revelou seu novo carro, o VF-18. Após uma forte demonstração durante os testes de inverno, a Haas apareceu novamente na Austrália com um carro competitivo; marcando as melhores posições de grid da equipe com Magnussen largando em 5º e Grosjean em 6º. Durante o Grande Prêmio, ambos os pilotos estavam competindo fortemente na 4ª e 5ª posições, o que daria o melhor resultado da equipe até então e metade dos seus pontos de 2017, mas ambos os carros abandonaram uma volta após os respectivos pit stops, desencadeando um Safety Car Virtual que afetou o final da corrida. A Haas acabariam por alcançar o resultado de 4º e 5º lugar na Áustria, onde também ultrapassou o seu total de pontos de 2017 depois de apenas nove corridas. No Grande Prêmio de Singapura, Magnussen marcou a primeira volta mais rápida da equipe. 2018 foi a sua melhor temporada até agora, terminando num impressionante quinto lugar no Campeonato de Construtores.

### Temporada de 2019

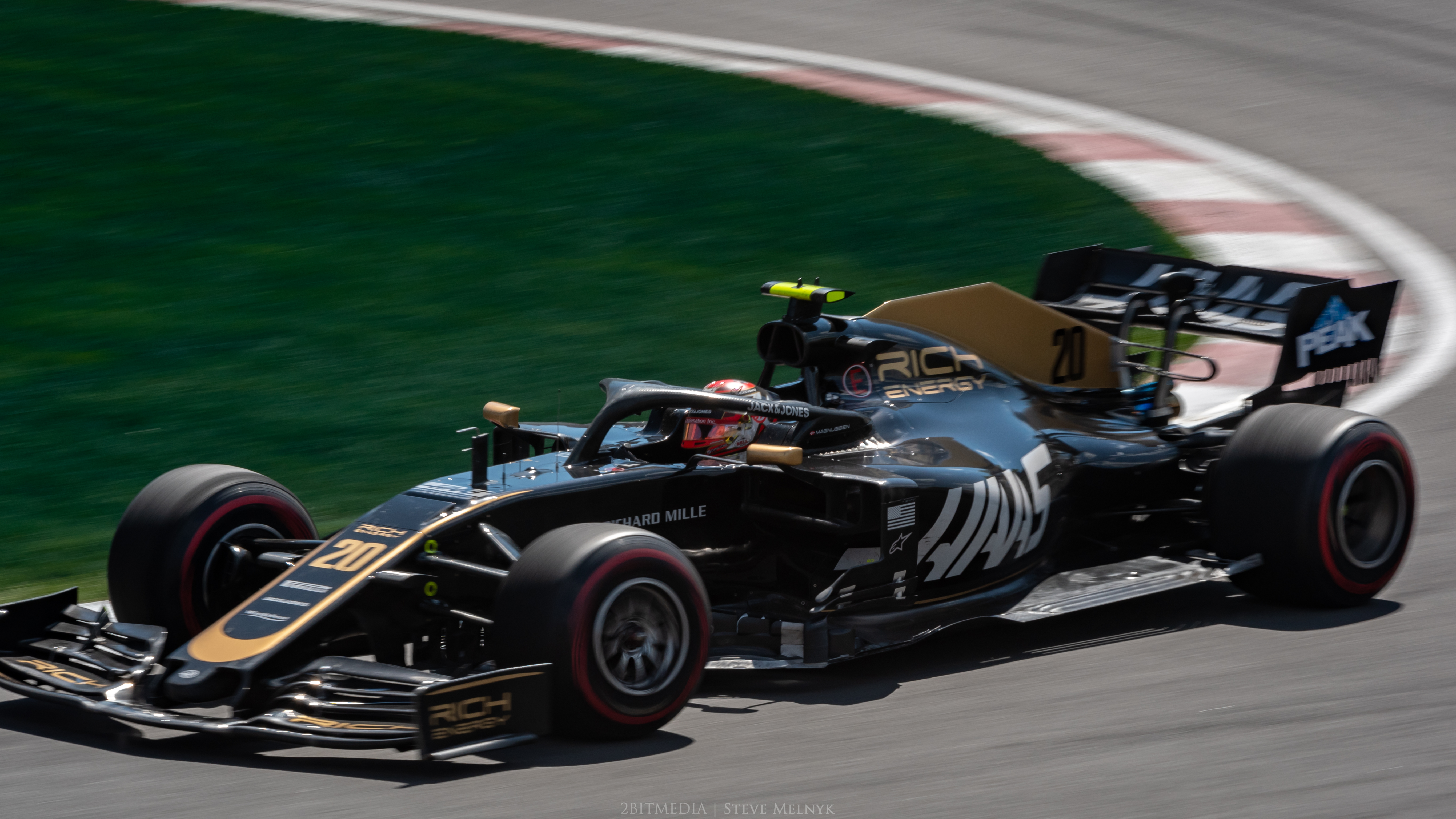
Magnussen dirigindo o VF-19 no Grande Prêmio do Canadá de 2019.

Em 2019, a equipe manteve sua dupla de pilotos para a temporada de 2019, com isso a Haas mantém Romain Grosjean e Kevin Magnussen pelo terceiro ano consecutivo. A equipe também passa a competir sob o nome "Rich Energy Haas F1 Team", a nova designação fazia parte de um acordo de patrocínio de vários anos com a Rich Energy, uma empresa britânica de bebidas energéticas. No entanto, o acordo foi desfeito após o Grande Prêmio da Itália.

### Temporada de 2020

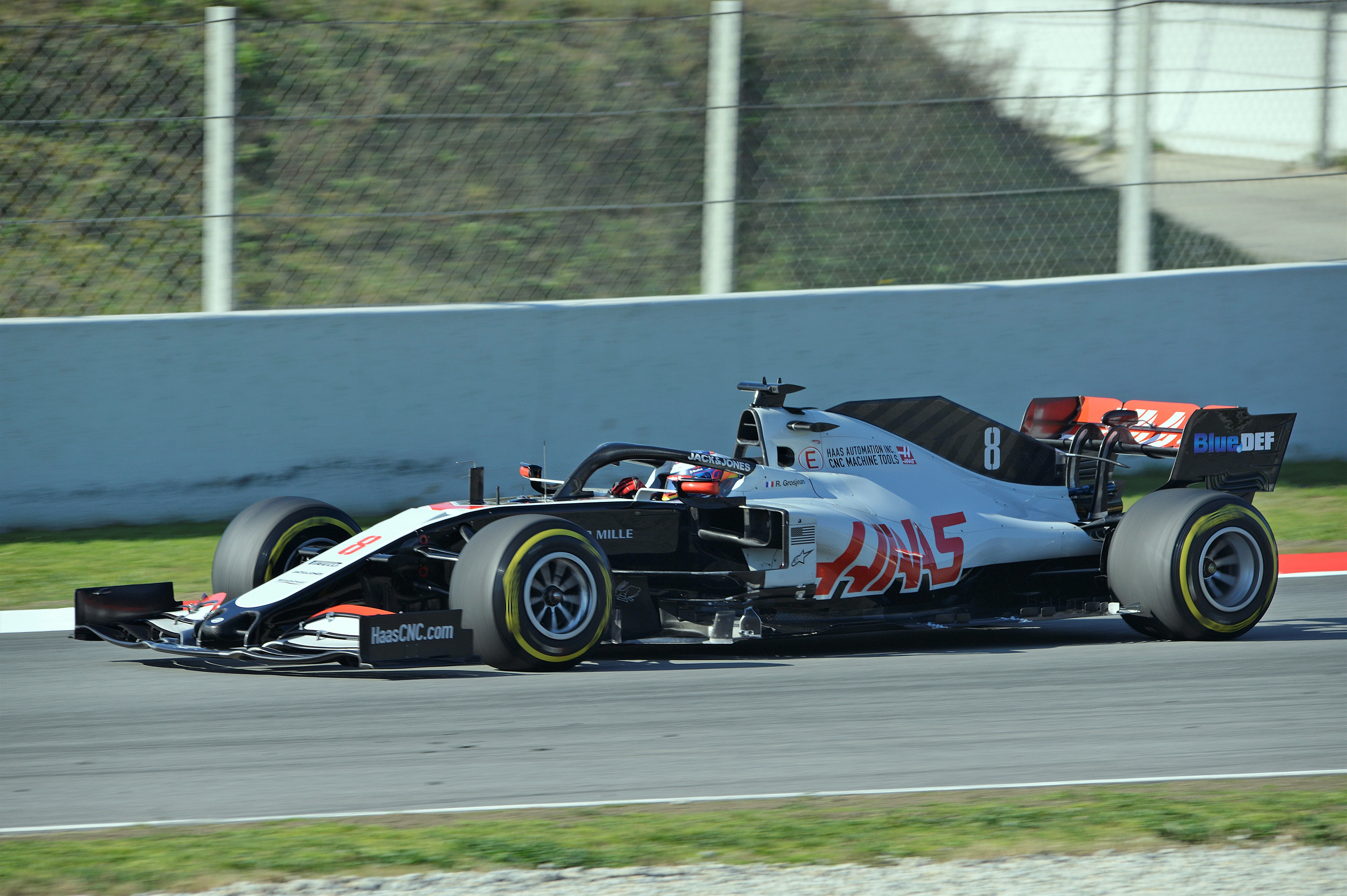
Um VF-20 dirigido por Romain Grosjean durante os testes de pré-temporada da Fórmula 1 de 2020.

A Haas manteve uma programação inalterada de Grosjean e Magnussen como seus pilotos para a temporada de 2020. Porém, a equipe marcou apenas três pontos, com Magnussen terminando em nono na Hungria, mas recebendo uma penalidade de tempo que o derubou para a décima colocação, e Grosjean terminando em nono no Grande Prêmio de Eifel. Eles não marcariam novamente.
Na primeira volta do Grande Prêmio do Barém, Grosjean colidiu com o piloto da AlphaTauri Daniil Kvyat e bateu nas barreiras entre as curvas 3 e 4. O impacto resultou na divisão do carro em dois explodindo em chamas. Grosjean escapou de ferimentos graves, sofrendo queimaduras nas mãos e foi hospitalizado após a corrida. Ele observou que o dispositivo de proteção da cabeça, o halo, provavelmente havia salvado a sua vida. A batida o tirou do Grande Prêmio de Sakhir da semana seguinte, e ele foi substituído pelo piloto reserva da Haas, Pietro Fittipaldi.

### Temporada de 2021
Magnussen e Grosjean deixaram Haas no final do Campeonato de 2020. Eles foram substituídos pelo russo Nikita Mazepin, e pelo vencedor do Campeonato de Fórmula 2 de 2020, Mick Schumacher, filho do sete vezes campeão mundial de Fórmula 1 Michael Schumacher. A Uralkali juntou-se a Haas como patrocinadora titular da equipe, em um contrato de vários anos, com a equipe passando a competir sob o nome "Uralkali Haas F1 Team".
| Haas | Haas                                  | Haas  | Haas  | Haas    | Haas                                              | Haas                             | Haas                        |
| Ano  | Nome                                  | Carro | Pneus | Motor   | Pilotos                                           | Pilotos de testes                | Classificação Pontos        |
| ---- | ------------------------------------- | ----- | ----- | ------- | ------------------------------------------------- | -------------------------------- | --------------------------- |
| 2024 | Haas F1 Team                          | VF-24 | P     | Ferrari | Kevin Magnussen Nico Hülkenberg                   | Oliver Bearman                   | 7° lugar 27 pontos          |
| 2023 | Haas F1 Team                          | VF-23 | P     | Ferrari | Kevin Magnussen Nico Hülkenberg                   | Pietro Fittipaldi                | 10º lugar 12 pontos         |
| 2022 | Haas F1 Team                          | VF-22 | P     | Ferrari | Mick Schumacher Kevin Magnussen                   | Pietro Fittipaldi                | 8° lugar 37 pontos          |
| 2021 | Haas F1 Team                          | VF-21 | P     | Ferrari | Nikita Mazepin · Mick Schumacher                  | Pietro Fittipaldi                | NC (10º lugar) nenhum ponto |
| 2020 | Haas F1 Team                          | VF-20 | P     | Ferrari | Romain Grosjean Kevin Magnussen Pietro Fittipaldi | Louis Delétraz Pietro Fittipaldi | 9º lugar 3 pontos           |
| 2019 | Rich Energy Haas F1 Team Haas F1 Team | VF-19 | P     | Ferrari | Romain Grosjean Kevin Magnussen                   | Pietro Fittipaldi                | 9º lugar 28 pontos          |
| 2018 | Haas F1 Team                          | VF-18 | P     | Ferrari | Romain Grosjean Kevin Magnussen                   |                                  | 5º lugar 93 pontos          |
| 2017 | Haas F1 Team                          | VF-17 | P     | Ferrari | Romain Grosjean Kevin Magnussen                   | Antonio Giovinazzi               | 8º lugar 47 pontos          |
| 2016 | Haas F1 Team                          | VF-16 | P     | Ferrari | Romain Grosjean Esteban Gutiérrez                 | Charles Leclerc                  | 8º lugar 29 pontos          |